# Савиных, Андрей Григорьевич
Андре́й Григо́рьевич Савины́х (6 [18] ноября 1888, Орловский уезд, Вятская губерния — 26 февраля 1963, Томск) — русский советский хирург-новатор, доктор медицинских наук, профессор, академик АМН СССР.

## Биография
Андрей Савиных родился 6 (18) ноября 1888 года в деревне Мерщины.
В 1913 году с отличием окончил Тобольскую духовную семинарию, в 1917 — медицинский факультет Томского университета.
В марте 1917 года был призван в армию, до декабря служил врачом перевязочного отряда 2-й Кубанской пластунской бригады в Эрзеруме (Кавказский фронт).
В декабре 1917 года, получив отпуск, выехал в Тобольск, где до мая 1919 работал сельским врачом, заведовал хирургическим и мужским психиатрическим отделениями губернской земской больницы; одновременно преподавал физиологию в Тобольской акушерско-фельдшерской школе.
С июня 1919 года до конца жизни работал в госпитальной хирургической клинике Томского университета (с 1931 — Томского медицинского института): ординатор, профессорский стипендиат (с 1921), старший ассистент (с 1924), приват-доцент (с 1928), доцент (с 1930), профессор, заведующий кафедрой госпитальной хирургии (с 1931; с 1939 одновременно — помощник по клинической части директора института). По совместительству работал заведующим хирургическим отделением (1925—1930), консультантом-хирургом (с 1930) Томской железнодорожной больницы; консультантом-хирургом Томского рупвода (с 1926); консультантом-урологом Института физических методов лечения (1934—1937).
Летом 1922, 1923, 1929, 1931 и 1932 годов силами организованных им хирургических отрядов оказывал хирургическую помощь в районах проживания коренных народов Сибири на севере Оби (Обдорск, Берёзов, Александров, Парабель, Каргасок, Нижне-Лумнокольское и др.). В 1932 году возглавил организованный им при мединституте филиал переливания крови Центрального института переливания крови; в 1936 стал научным руководителем организованного им Новосибирского областного онкологического института в Томске на 120 коек.
В годы Великой Отечественной войны — главный консультант эвакогоспиталей в Томске, заместитель председателя Томского комитета учёных. Пользуясь своими методами, выполнял операции удаления инородных тел из нижних отделов средостения, сердца, лёгких. Выполнил 2 уникальные операции[какие?] на сердце (до него в мировой хирургии было сделано 3 операции).
По его инициативе на базе хирургической клиники Томского мединститута в 1951 году было открыто отделение Института экспериментальной патологии и терапии рака АМН СССР.
В 1930-е годы состоял членом правления Дома учёных, членом городского совета спортивного общества «Наука». Один из организаторов и первый председатель (1947—1953) Томского областного отделения Всесоюзного общества по распространению политических и научных знаний (член правления с 1953). Председатель хирургического общества Томской области.
В 1930-е годы — депутат Томского горсовета. Депутат (от Томской области) Совета Союза Верховного Совета СССР 2—5 созывов (с 1946 по 1962 год).
Скончался 26 февраля 1963 года в своём рабочем кабинете в клинике от злокачественной опухоли почки, похоронен на Южном кладбище Томска рядом с женой.

### Семья
Отец — Григорий Иванович Савиных (1865—1937), из вятских крестьян. Работал плотником, столяром, бондарем, маляром, стекольщиком, смолокуром. В 1895 году переселился вместе с семьёй в Сибирь; служил в речном пароходстве Обь-Иртышского бассейна матросом, затем капитаном парохода. 26.4.1937 был арестован органами НКВД, 23.8.1937 решением Омского УНКВД приговорён к ВМН, расстрелян 30.8.1937 в Тобольске. Реабилитирован 4.1.1958.
Мать — Матрёна Игнатьевна, кружевница, вышивальщица.
Братья и сёстры: Анна (учитель), Антонина (врач-гинеколог), Галина (ботаник), Валентина (инженер), Анфиса (биолог), Иван (землемер), Никита (капитан парохода).
Жена — Мария Ивановна (урожд. Верховинская, 1892—1958), из тобольских мещан; работала воспитателем во Владимирском детском приюте в Томске. Помогала мужу в переводах с иностранных языков;
- дочь — Ольга (в замужестве — Осипова; 1927—2013), специалист в области языков народов Сибири, доктор филологических наук[7].

Жена (второй брак) — Е. М. Масюкова (1919—1986), профессор кафедры госпитальной хирургии Томского мединститута.

## Научная деятельность
Профессор (1931), доктор медицинских наук (1938, без защиты диссертации), действительный член АМН СССР (1944).
Основные направления исследований — проблемы хирургического лечения заболеваний органов грудной и брюшной полостей.
Предложил ряд хирургических операций:
- в начале 1920-х годов под руководством Н. И. Березнеговского в эксперименте изучил секреторную активность желудка после полной и частичной резекции его привратниковой части; разработал оригинальную методику формирования перегородки «павловского желудочка»[3];
- разработал[3][8]:
  - оригинальный метод удаления гидатидозного эхинококка, формализации альвеолярного эхинококка;
  - новые методики операций при диастазе прямых мышц живота;
  - новый метод оперативной фиксации дистопированной и блуждающей почки;
- 2 ноября 1943 года впервые в мировой практике успешно внеплеврально удалил пищевод, заменив его тонкой кишкой. Разработанная им методика удаления рака кардии и нижнего отдела пищевода позволила снизить частоту неблагоприятных исходов до 1 %[7];
- создал метод операции чрезбрюшинной медиастинотомии путём диафрагмокруротомия (доступ к средостению путём сагиттального рассечения диафрагмы и её ножек[2][4]), способствовавший развитию хирургии средостения[3][8]:

Самым замечательным открытием, прославившим советскую хирургию, является диафрагмокруротомия по А. Г. Савиных… Кто хоть раз проверил это в собственных руках, никогда не откажется от этого выдающегося достижения.— Академик С. С. Юдин
- создал оригинальный метод высокой спинномозговой анестезии совкаином, позволяющий оперировать на органах как брюшной, так и грудной полости[3][8].

Сконструировал и создал:
- уникальный хирургический инструментарий для всех этапов интрамедиастинальных операций, который используется в хирургической практике по сей день[2];
- электромагнитный металлоискатель для обнаружения и удаления осколков из средостения и органов грудной полости (совместно с сотрудниками Томского политехнического института).

Участвовал в работе международных, всесоюзных, республиканских конференций и съездов, в числе которых:
- XV Международный съезд хирургов (Лиссабон, 1953),
- Международный конгресс хирургов (Копенгаген, 1955),
- VII Международный конгресс по онкологии (Лондон, 1958),
- XVIII Международный хирургический конгресс (Мюнхен, 1959),
- VIII Международный конгресс травматологов и ортопедов (Нью-Йорк, 1960).

Выступал с докладами в Каролинской больнице (Стокгольм, 1955), в Королевском колледже хирургов Эдинбурга (1956).
Член правления Всесоюзного научного общества хирургов, Всесоюзного общества онкологов; заместитель председателя Общества хирургов РСФСР; член Учёного медицинского совета М3 РСФСР, Учёного совета Международной ассоциации хирургов; член редколлегии журнала «Хирургия» и редакционного совета журнала «Клиническая медицина»; редактор редакционного отдела «Хирургия» 2-го издания Большой медицинской энциклопедии.
Создал свою школу хирургов, подготовил 36 кандидатов и 9 докторов наук. Автор более 100 научных работ.

### Избранные труды
- Савиных А. Г. Опыт работы и организации хирургической помощи на севере реки Оби в остяко-самоедско-тунгусских районах. — Томск : [б. и.], 1934. — С. 244—285. — (Отд. отт. из «Трудов Томск. гос. мед. ин-та, вып. 1, 2, 3. 1933 г.»)
- Савиных А. Г. Радикальное лечение рака кардии и нижнего отдела пищевода // Тр. / 24-й Всесоюз. съезд хирургов. — Харьков, 1938. — С. 516—519.
- Савиных А. Г. Секреторная деятельность желез желудка после полной и частичной резекции его привратниковой части : [(Эксперим. исслед.)] : [Доложено и извлеч. на 18-м съезде рос. хирургов в Москве 29/IV 26 г.]. — Томск : Б. и., 1927. — 74 с. — (Отд. отт. из журн. «Сибир. архив теор. и клинич. медицины», т. 2, кн. 3-5, посвящ. памяти проф. Н. И. Березнеговского)

## Награды и звания
- Первая премия Наркомздрава СССР (1938) — за работу «Радикальное и консервативное лечение рака кардии и нижнего отдела пищевода»[7]
- орден Трудового Красного Знамени (16 ноября 1938) — за выдающиеся заслуги в области научно-педагогической и организационной деятельности Томского государственного медицинского института[14]
- Почётная грамота Президиума Верховного Совета Узбекской ССР (1940)[7]
- заслуженный деятель науки РСФСР (18 января 1943)
- Сталинская премия II степени (22 марта 1943) — за работы по хирургическому лечению органов средостения, завершенные научным трудом «Чрезбрюшинная медиастинотомия и её практическое значение», законченным в 1942 году[7]
- два ордена Ленина (1953, 1961)Мемориальная доска академику А. Г. Савиных в Томске
- медали
- Почётный член хирургических обществ — Ленинградского имени Н. Н. Пирогова, Куйбышевского, Новосибирского и Красноярского[3]

## Память
Именем А. Г. Савиных названы:
- госпитальная хирургическая клиника Сибирского медицинского университета;
- улица в Томске (бывшая Госпитальная).

На здании госпитальной хирургической клиники установлена мемориальная доска (2003).
Могила академика А. Г. Савиных на Южном кладбище является региональным памятником истории.

## Комментарии
1. ↑  Деревня Мерщины (в источниках указывается как Мершины[2], Моршаны[3], Маршаны[4]), относившаяся к Посадской (в источниках встречается написание Пищальская[5]) волости Орловского уезда, в последующем входила в состав Гребеневского сельсовета Верхошижемского района, не сохранилась; ныне — урочище в Оричевском районе Кировской области[6].